# Heliona bella
Heliona bella är en insektsart som först beskrevs av Irena Dworakowska 1981.  Heliona bella ingår i släktet Heliona och familjen dvärgstritar.
Artens utbredningsområde är Nigeria. Inga underarter finns listade i Catalogue of Life.